# Rauma, Phần Lan
Rauma (phát âm tiếng Phần Lan: [ˈrɑumɑ]; tiếng Thụy Điển: Raumo) là một thị xã và khu tự quản với dân số khoảng 39.000 người (31/7/2020), nằm ở bờ biển tây của Phần Lan, cách Turku 92 kilômét (57 mi) về phía bắc và cách Pori 50 kilômét (31 mi) về phía nam. Nó được công nhận là thị trấn vào ngày 17 tháng 4 năm 1442 (lúc đó thuộc cai trị của Thụy Điển). Rauma nổi tiếng với ngành
công nghiệp giấy và công nghiệp hàng hải, ren chất lượng cao (từ thế kỷ 18) và kiến trúc bằng gỗ cũ của trung tâm (Old Rauma, Vanha Rauma). Đây còn là một di sản thế giới của UNESCO.